# San Miguel Soyaltepec
San Miguel Soyaltepec là một đô thị thuộc bang Oaxaca, México. Năm 2005, dân số của đô thị này là 34842 người.